# 2,3-Diméthylhexane
Le 2,3-diméthylhexane est un hydrocarbure saturé de la famille des alcanes de formule C8H18. Il est un des dix-huit isomères de l'octane.

L'atome de carbone 3 qui porte un groupe méthyle est stéréogène. Le 2,3-diméthylhexane se présente donc sous la forme de deux énantiomères : 
- le (R)-2,3-diméthylhexane de numéro CAS 393810-12-3 ;
- le (S)-2,3-diméthylhexane de numéro CAS 393810-11-2,

qui sont séparables grâce à leur pouvoir rotatoire opposé.